# Peter Randa
Pour les articles homonymes, voir Randa (homonymie).
Ne doit pas être confondu avec Philippe Randa.
André Duquesne, dit Peter Randa, né le 14 mars 1911 à Marcinelle en Belgique et décédé le 10 décembre 1979, est un écrivain français d'origine belge. Il est également connu sous les noms de plume suivants : Jean-Jacques Alain, Urbain Farrel, Herbert Ghilen, Jules Hardouin, Jim Hendrix, Henri Lern, André Ollivier, H.T. Perkins, F.M. Roucayrol, Diego Suarez, Jehan Van Rhyn, Percy Williams. 

## Biographie
En 1961, il s'installe avec sa famille dans le village de Sainte-Radégonde-des-Pommiers (près de Thouars, Deux-Sèvres) où il vit jusqu'à son décès accidentel le 10 décembre 1979. Bon nombre de ses romans policiers, de science-fiction ou d'aventures, parus pour la plupart aux éditions du Fleuve noir se déroulent dans le Poitou. Auteur très prolifique, il a publié près de 300 romans en un quart de siècle.
De 1955, date de parution de Solde à la Morgue (no 75 de la collection Spécial police) à 1980, date de parution de son dernier roman policier Cette fille dans ses pattes (même collection, no 1550), Peter Randa publie vingt-huit titres chez Fleuve noir dans la collection « Aventurier », 102 titres dans la collection « Spécial police », 79 titres dans la collection  « Anticipation » et cinq titres dans la collection « Angoisse ». En 1957, la collection Le Masque fait paraître Étranges Aveux sous le pseudonyme F.M. Roucayrol. Les quatre titres parus dans la collection « Série noire » des Éditions Gallimard et les quatorze titres parus dans la collection « Un mystère » des Presses de la Cité sont plusieurs fois réédités dans les années 1970, parfois sous des titres et des noms différents, chez divers petits éditeurs spécialisés, ainsi qu'une vingtaine de romans policiers et érotiques inédits chez les mêmes éditeurs : Transworld Publications, Bellevue, Beaulieu, Presses Européennes, etc.
En juillet 1990, Fleuve noir réédite dans sa collection « Polar 50 » À moi de jouer ce matin (paru en 1967, no 576 de la collection « Spécial police »), après avoir réédité en 1989 Raz de marée (paru en 1961, no 12 de la collection « Polar 50 »).
Il a aussi écrit une trentaine de romans policiers, sentimentaux et d'espionnage, sous pseudonymes, chez un éditeur suisse (Perret-Gentil), une cinquantaine de romans érotiques au début des années 1970, ainsi qu'un roman policier en feuilleton dans France-Soir : Une poupée dans le Tour, en collaboration avec Ange Bastiani. Son fils, Philippe Randa, est écrivain et éditeur.

## Œuvre

### Romans
Liste non exhaustive (en gras les romans de science-fiction - liste complète)
- Freudaines (1955) Série noire n°237
- Solde à la morgue (1955) Spécial Police
- L'Escalier de l'ombre Première parution : Paris, France : Fleuve Noir, Anticipation n° 6, 1952, Angoisse n° 11, 1955. Réédité en 1969 avec Croisière dans le temps de F. Richard-Bessière Collection Double. Editeur : Fleuve noir
- Une paire d'ailes au vestiaire (1955) Série noire n°278
- Le Banquet des ténèbres (1956)
- Jusqu'au dernier (1956) Série noire n°200
- Dis-moi tue (1956) Série noire n°315
- Veillée des morts (1956)
- Mi-flic mi-raisin (1957, revu et corrigé en 1982) Spécial Police
- Carnaval à cinq (1957) Un mystère n°348
- Danse du scalp (1958) Un mystère n°385
- Retour de femme (1958) Un mystère n°400
- A pendre ou à laisser (1958) Un mystère n°415
- Si ce n'est toi (1958) Un mystère n°458
- Guêpier pour ses longs jupons (1959) Spécial Police
- Parodie à la mort (1960) ; réédition chez French Pulp éditions (2017)
- Les Frelons d'or (1960)
- La Mauvaise Chance (1960) Un mystère n°545
- Survie (1960)
- Retour à l'envoyeur (1960) Spécial Police
- "Baroud (1960)
- Atout flic (1960) Spécial Police
- Corrida sans issue (1960) Spécial Police
- Les Rescapés de demain (1961)
- Cycle Zéro (1961)
- Commando de transplantation (1961)
- Raz de marée (1961) Spécial Police
- Au bout du malheur (1961) Spécial Police
- Deux tours d'horloge (1961) Spécial Police
- Tous frais payés (1961) Spécial Police
- Fugitif de l'espace (1962)
- Les Éphémères (1962)
- L'Entité négative (1962)
- Deucalion (1962)
- Les Apprentis sorciers (1962)
- Quand la police sonnera (1962) Spécial Police (Adaptation TV)
- Retourne à ton destin (1962) Spécial Police
- La Resquille (1962) Spécial Police
- Plate-forme de l'éternité (1963)
- 'Humains de nulle part (1963)
- Les Ancêtres (1963)
- Sans cérémonies (1963) Spécial Police
- Le Racket à Freud (1963) Spécial Police
- Requins d'eaux troubles (1963) Spécial Police
- Tombe pour un vivant (1963) Spécial Police
- Zone de rupture (1964)
- Sédition (1964)
- Retour en Argara (1964)
- La Loi de Mandralor (1964)
- Fermez le ban (1964) Spécial Police
- K.O. technique (1964) Spécial Police
- Sur faux de gueule (1964) Spécial Police
- Les Diamants de la consigne (1964) Collection "L'aventurier
- Tueur au pays des merveilles (1964) Collection "L'aventurier
- Le Secret des Antarix (1965)
- Reconquête (1965)
- Qui suis-je ? (1965), réédition chez French Pulp éditions (2016)
- Disparus dans l'espace (1965)
- Coup de flambe au cœur (1965) Spécial Police
- Tiercé dans l'ordre (1965) Spécial Police
- Vague de fond (1965) Spécial Police
- Vagues d'invasion (1966)
- La Solitude des dieux (1966)
- Objectif Tamax (1966)
- Commando du non-retour (1966)
- Dette sur l'honneur (1966) Spécial Police
- Huit briques dans mon jardin (1966) Spécial Police
- Les Survivants de Kor (1967)
- La Jungle d'Araman (1967)
- Les Ides de mars (1967)
- La Grande Dérive (1967)
- À moi de jouer ce matin (1967) Spécial Police
- Des milliards à tombeaux ouverts (1967) Spécial Police
- La Belle Amour (1967) Spécial Police
- La Révolte des inexistants (1968)
- L'héritier des Sars (1968)
- L'Escale des dieux (1968)
- Les Aventuriers de l'espace (1968)
- En monnaie de bonze (1968) Spécial Police
- La Fontaine de l'enfer (1968) Spécial Police
- Curée pour un caïd défunt (1968) Spécial Police
- La Faute à pas de chance (1968) Spécial Police
- Le Bal su samedi soir (1969) Spécial Police
- Le Rendez-vous du matin blême (1969) Spécial Police
- Week-end au septième ciel (1969) Spécial Police
- Meurtres à postériori (1969) Spécial Police
- L'Homme éparpillé (1969)
- La Grande Chasse des Kadjars (1969)
- Les Damnés d'Altaban (1969)
- Les Boucles du temps (1969)
- L'Univers des Torgaux (1970)
- La Trêve du sacre (1970)
- Et le dernier humain mourut (1970)
- Enjeu Déterna (1970)
- Racket à l'encan (1970) Spécial Police
- Le Tortionnaire (1970) Spécial Police
- Cette fortune tombée du meurtre (1970) Spécial Police
- Call-girl piégée (1970) Spécial Police
- Le Carnaval des Sterlé (1971) Spécial Police
- Le Grand Coup de foudre (1971) Spécial Police
- Meurtres à l'instinct (1971) Spécial Police
- Planète de désolation (1971)
- Le Dépositaire de Thana (1971)
- Le Cycle du recommencement (1971)
- Les Astronefs du pouvoir (1971)
- Imposture sur fond de malédiction (1972) Spécial Police
- Quand les fauves vont frapper (1972) Spécial Police
- Les Témoins de l'éternité (1972)
- La loi des ancêtres (1972)
- Les Immortels (1972)
- Le Grand Cristal de Terk (1972)
- Le Rendez-vous de Nankino (1973)
- La Planète perdue (1973)
- Les Marées du temps (1973)
- Génération spontanée (1973)
- Renversement de situation (1973) Spécial Police
- Le Banco des caves (1973) Spécial Police
- Les Sept Cryptes d'hibernation (1974)
- Métamorphose (1974)
- Les Massacres du commencement (1974)
- Complot à travers le temps (1974)
- Le Guêpier de la vallée (1974) Spécial Police
- La Mauvaise Pente (1974) Spécial Police
- Le Venin des mauvaises pensées (1974) Spécial Police
- Les Cartes étalées (1974) Spécial Police
- Week-end sauvage (1974) Spécial Police
- Les Résidus du temps (1975)
- Si je t'aime prends garde à toi (1975) Spécial Police
- Exécution aux chandelles (1975) Spécial Police
- Les Chocs en retour (1975) Spécial Police
- L'Enjeu galactique (1975)
- La Brigade du grand sauvetage (1975)
- La Barrière du grand isolement (1975)
- Périls sur la galaxie (1976)
- L'Éternité moins une... (1976)
- Elteor (1976)
- Un pot terrible (1976) Spécial Police
- Inexorable fatalité (1976)
- L'Envol des rapaces (1976) Spécial Police
- Les Assaillants (1976)
- Bagarre autour d'un requiem (1977) Spécial Police
- Le Cycle des Algoans (1977)
- Les Couloirs de translation (1977)
- Les Arches de Noé (1977)
- Comment qu'elle m'a eu ! (1977)
- Sanctuaire 1 (1978)
- Les Pléiades d'Artani (1978)
- L'Homme venu des étoiles (1978)
- L'Homme qui partit pour les étoiles (1978)
- Anastasis (1978)
- Assez pour justifier la légitime défense (1978) Spécial Police
- Paroxysme d'un tueur (1978) Spécial Police
- La Mort sans bruit (1978) Spécial Police
- Venu de l'infini (1979)
- La Peste sauvage (1979)
- Les Îlotes d'en bas (1979)
- Branle-bas d'invasion (1979)
- Les Bagnards d'Alboral (1979)
- Une Fille vraiment paumée (1979) Spécial Police
- Ce fameux grain de sable (1979) Spécial Police
- Le Bal des tueurs (1979) Spécial Police
- Cette fille dans ses pattes (1980) Spécial Police
- Escale à Hango (1980)
- Les Bavures (1976) Série Fabien Fauvel 1
- Lieutenant Fabien Fauvel (1976 et 1977) Série Fabien Fauvel 2
- Le Fauve aux abois (1977) 'Série Fabien Fauvel 3
- Fauvel au carnaval des barbeaux (1977) Série Fabien Fauvel 4
- Le Fauve et son terrain de chasse (1978) Série Fabien Fauvel 5
- La Chasse au fauve (1978) Série Fabien Fauvel 6
- Fauvel et les Petits Détails (1978) Série Fabien Fauvel 7
- Fauvel et les Pourris (1979) Série Fabien Fauvel 8
- Fauvel et les Terroristes (1980) Série Fabien Fauvel 9
- Les Parques de l'ile d'Yeu (1996) (avec Philippe Randa)
- Bestiaire (1999)

### Sources
- Claude Mesplède (dir.), Dictionnaire des littératures policières, vol. 1 : A - I, Nantes, Joseph K, coll. « Temps noir », 2007, 1054 p. (ISBN 978-2-910-68644-4, OCLC 315873251), p. 638-640 (André Duquesne).